# Sahuaripa
Sahuaripa (deut.: Gelbe Ameise) ist eine Stadt im Westen des mexikanischen Bundesstaates Sonora. Sahuaripa liegt auf 440 Metern und hat 4.041 Einwohner (Stand 2010). Sahuaripa ist Hauptort des Municipio Sahuaripa.
Sahuaripa ist Endpunkt der 90 Kilometer langen I-117.

## Geschichte
Die ersten Siedler der Gegend waren die Opata. Im Jahr 1641 gründeten Missionare den Stadtbezirk unter dem Namen Nuestra Señora de los Ángeles de Sahuaripa.

## Weblink
- Infos über das Municipio Sahuaripa